# Apeadeiro de Miguel Pais
O Apeadeiro de Miguel Pais, originalmente conhecido como Miguel Paes, foi uma interface da Linha do Alentejo, situada na cidade do Barreiro, em Portugal.

## História

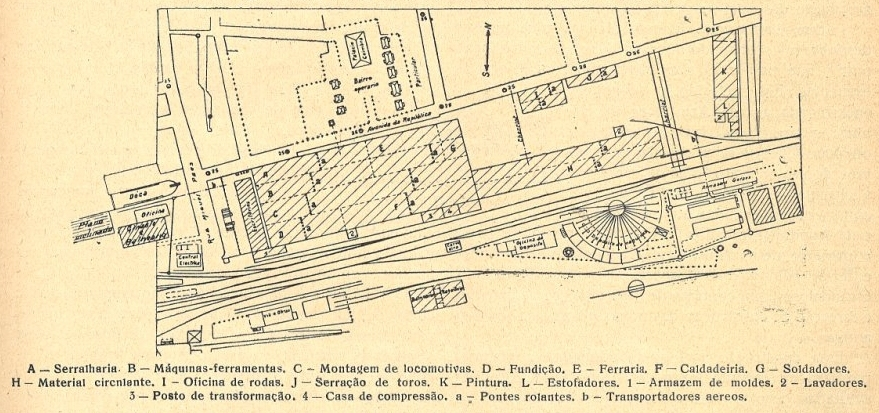
Planta do complexo oficinal do Barreiro como estava planeado em 1934, mostrando o local onde a Rua Miguel Pais entroncava com as linhas férreas.

Este apeadeiro fazia parte do lanço da Linha do Alentejo entre o Barreiro e Bombel, que entrou em exploração no dia 15 de Junho de 1857.
Em 1913, era utilizado por alguns dos comboios que ligavam as Estações do Barreiro e de Barreiro-A.
Um diploma de 14 de Fevereiro de 1936 do Ministério das Obras Públicas e Comunicações aprovou um projecto de aditamento à tarifa especial interna n.º 3 de grande velocidade, apresentada pela Companhia dos Caminhos de Ferro Portugueses, de forma a modificar os preços dos bilhetes para várias estações e apeadeiros na margem Sul, incluindo o apeadeiro de Miguel Pais.